# Zastava Nigera
Zastava Nigera usvojena je prije neovisnosti.
To je trobojka narančaste, bijele i zelene boje. U sredini je narančasti krug kao simbol Sunca.
Narančasta predstavlja saharski sjever, bijela čistoću, a zelena nadu i plodnost.
Neuobičajne dimenzije nemaju simbolički značaj.